# Quebrangulo (kommun)
Quebrangulo är en kommun i Brasilien.   Den ligger i delstaten Alagoas, i den östra delen av landet, 1 400 km nordost om huvudstaden Brasília. Antalet invånare är 11 486.
Följande samhällen finns i Quebrangulo:
- Quebrangulo

Omgivningarna runt Quebrangulo är huvudsakligen savann. Runt Quebrangulo är det ganska glesbefolkat, med 43 invånare per kvadratkilometer.